# Harry Bellaver
Harry Bellaver, né le 12 février 1905 à Hillsboro (Illinois) et mort le 8 août 1993 à Nyack (État de New York) d'une pneumonie, est un acteur américain.

## Biographie
Entamant sa carrière au théâtre, Harry Bellaver joue notamment dès 1931 à Broadway (New York). Des années 1930, mentionnons L'Opéra de quat'sous de Kurt Weill et Bertolt Brecht (création américaine, 1933, avec Steffi Duna et Burgess Meredith) et St Helena de R. C. Sherriff et Jeanne de Casalis (1936, avec Maurice Evans et Joe De Santis).
Son avant-dernier rôle à Broadway est celui de Sitting Bull dans la comédie musicale Annie du Far West (musique d'Irving Berlin, 1946-1949, avec Ethel Merman dans le rôle-titre) — rôle qu'il interprète à nouveau lors d'une reprise en 1966, toujours avec Ethel Merman —. Enfin, il remplace Richard A. Dysart dans la pièce That Championship Season de Jason Miller, représentée de 1972 à 1974.
Au cinéma, après une première apparition dans un court métrage de 1938, il contribue à vingt-sept longs métrages américains, depuis Nick joue et gagne de W. S. Van Dyke (1939, avec William Powell et Myrna Loy) jusqu'à The Stuff de Larry Cohen (1985, avec Michael Moriarty et Andrea Marcovicci).
Entretemps, citons La Maison de la 92e Rue d'Henry Hathaway (1945, avec William Eythe et Signe Hasso), Tant qu'il y aura des hommes de Fred Zinnemann (1953, avec Burt Lancaster et Deborah Kerr), Police sur la ville de Don Siegel (1968, avec Richard Widmark et Henry Fonda) et Les Quatre Malfrats de Peter Yates (1972, avec Robert Redford et George Segal).
À la télévision américaine, hormis cinq téléfilms (1945-1981), Harry Bellaver se produit dans quarante-sept séries dès 1949, dont Alfred Hitchcock présente (deux épisodes, 1957), Naked City (cent-trente-six épisodes, 1958-1963, où il est l'inspecteur Frank Arcaro), Kojak (un épisode, 1976) et Côte Ouest (sa dernière série, un épisode, 1980).

## Théâtre à Broadway (intégrale)
(pièces, sauf mention contraire)
- 1931 : 1931– de Claire et Paul Sifton, mise en scène de Lee Strasberg
- 1932 : Night Over Taos de Maxwell Anderson, mise en scène de Lee Strasberg : Diego
- 1932 : Merry-Go-Round d'Albert Maltz et George Sklar : Butch / Beachley
- 1932 : Carry Nation de Frank McGrath, mise en scène de Blanche Yurka : le propriétaire
- 1933 : We, the People de, mise en scène et produite par Elmer Rice : Mike Ramsay
- 1933 : L'Opéra de quat'sous (Threepenny Opera), comédie musicale, musique de Kurt Weill, livret original de Bertolt Brecht adapté par Gifford Cochran et Jerrold Krimsky : Walt « Dreary » (Walter « Saule-Pleureur »)
- 1933 : The Sellout d'Albert G. Miller : Abe « Frogface » Matz
- 1933-1934 : She Loves Me Not de (et mise en scène par) Howard Lindsay : Mugg Schnitzel[2]
- 1934-1935 : Page Miss Glory de Philip Dunning et Joseph Schrank, mise en scène de George Abbott : Petey
- 1935 : Noé (Noah) d'André Obey, adaptation d'Arthur Wilmurt : Cham
- 1935 : How Beautiful with Shoes de Wilbur Daniel Steele et Anthony Brown : Ruby Herter
- 1936 : Russet Mantle de Lynn Riggs : Pablo
- 1936 : St Helena (St. Helena) de R. C. Sherriff et Jeanne de Casalis, mise en scène de Robert B. Sinclair : l'abbé Vignali
- 1937 : Chalked Out de Warden Lewis E. Lawes et Jonathan Finn : Smoky
- 1937 : To Quito and Back de Ben Hecht : le camarade Patayo
- 1938 : Tortilla Flat, adaptation (et mise en scène) par Jack Kirkland du roman éponyme de John Steinbeck : Pablo Sanchez
- 1939 : Tell My Story de Richard Rohman : Domino
- 1942 : Johnny 2 X 4 de (et produite par) Rowland Brown : Knuckles Kelton
- 1942 : Yours, A. Lincoln de Paul Horgan : Grant
- 1942 : Mr. Sycamore de Ketti Frings (en) : M. Fink
- 1943 : The World's Full of Girls de Nunnally Johnson : le sergent Snyder
- 1946-1949 : Annie du Far West (Annie Get Your Gun), comédie musicale produite par Richard Rogers et Oscar Hammerstein II, musique et lyrics d'Irving Berlin, livret de Dorothy et Herbert Fields, mise en scène de Joshua Logan, chorégraphie d'Helen Tamiris, costumes de Lucinda Ballard : Sitting Bull (rôle repris en 1966)
- 1972-1974 : That Championship Season de Jason Miller : le coach[3] (remplacement, dates non spécifiées)

## Filmographie partielle

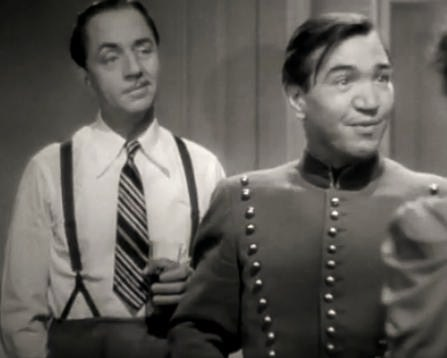
Avec William Powell (à g.), dans Nick joue et gagne (1939)

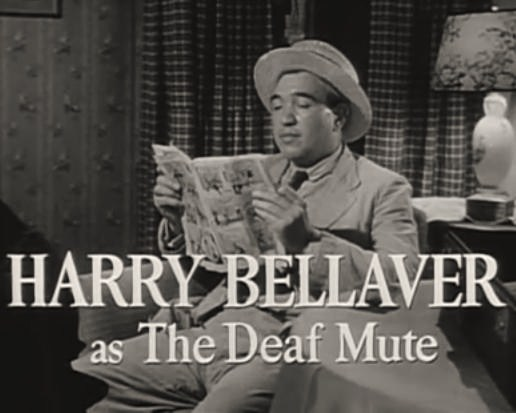
Dans la bande-annonce de La porte s'ouvre (1950)

### Cinéma
- 1939 : Nick joue et gagne (Another Thin Man) de W. S. Van Dyke : « Creeps » Binder
- 1945 : La Maison de la 92e Rue (The House on 92nd Street) d'Henry Hathaway : Max Cobura
- 1947 : Le Carrefour de la mort (Kiss of Death) d'Henry Hathaway : Bull Weed
- 1949 : La Rue de la mort (Side Street) d'Anthony Mann : Larry Giff
- 1950 : La porte s'ouvre (No Way Out) de Joseph L. Mankiewicz : George Biddle
- 1950 : Perfect Strangers de Bretaigne Windust : Gabor Simkiewicz
- 1952 : L'Ivresse et l'Amour (Something to Live For) de George Stevens : Billy, le garçon d'ascenseur
- 1953 : La Belle du Pacifique (Miss Sadie Thompson) de Curtis Bernhardt : Joe Horn
- 1953 : Tant qu'il y aura des hommes (From Here to Eternity) de Fred Zinnemann : Mazzioli
- 1955 : Les Pièges de la passion (Love Me or Leave Me) de Charles Vidor : Georgie
- 1956 : Millionnaire de mon cœur (The Birds and the Bees) de Norman Taurog : Marty Kennedy
- 1956 : Serenade d'Anthony Mann : Tonio
- 1957 : Les Frères Rico (The Brothers Rico) de Phil Karlson : Mike Lamotta
- 1957 : Meurtres sur la dixième avenue (Slaughter on Tenth Avenue) d'Arnold Laven : Benjy Karp
- 1958 : Le Vieil Homme et la Mer (The Old man and the Sea) de John Sturges : Martin
- 1964 : Le Procès de Julie Richards (One Potato, Two Potato) de Larry Peerce : le juge Powell
- 1968 : Police sur la ville (Madigan) de Don Siegel : Mickey Dunn
- 1972 : Les Quatre Malfrats (The Hot Rock) de Peter Yates : Rollo, le barman
- 1976 : Meurtres sous contrôle (God Told Me To) de Larry Cohen : Cookie
- 1978 : Blue Collar de Paul Schrader : Eddie Johnson
- 1985 : The Stuff de Larry Cohen : un vieux mineur

### Télévision
(séries, sauf mention contraire)
- 1954 : Inner Sanctum
  - Saison unique, épisode 4 L'Ermite (The Hermit - Barry), épisode 25 Demain ne viendra jamais (Tomorrow Never Comes - Bliss) et épisode 32 Le Visage du mort (Face of the Dead - Moody)
- 1957 : Alfred Hitchcock présente (Alfred Hitchcock Presents)
  - Saison 2, épisode 37 The Indestructible Mr. Weems de Jus Addiss : Bronsky
  - Saison 3, épisode 5 Silent Witness de Paul Henreid : le sergent Waggoner
- 1958-1963 : Naked City
  - Saisons 1 à 4, 136 épisodes : l'inspecteur Frank Arcaro
- 1959 : Au nom de la loi (Wanted: Dead or Alive)
  - Saison 2, épisode 8 Un commerçant honnête (Bad Gun) de Thomas Carr : Curly Bill Brocius
- 1960 : Sugarfoot
  - Saison 3, épisode 12 Fernando d'H. Bruce Humberstone : Corky McCoy
- 1963 : Route 66 (titre original)
  - Saison 4, épisode 4 Where Are the Sounds of Celi Brahms? : Shagbag
- 1965 : Mr. Belvedere de Frederick De Cordova (téléfilm) : Harry
- 1965-1967 : Sur la piste du crime (The F.B.I.)
  - Saison 1, épisode 15 The Hijackers (1965) de Don Medford : Sam Fuller
  - Saison 3, épisode 8 Overload (1967) de Jesse Hibbs : George Trenton
- 1967 : Mon ami Ben (Gentle Ben)
  - Saison 1, épisode 14 The Ransom de R. G. Springsteen : Cluny Barrett
- 1967 : Daniel Boone
  - Saison 4, épisode 14 A Matter of Blood de Nathan Juran : Teduskan
- 1968-1970 : Another World, feuilleton, épisodes non spécifiés : Ernie Downs
- 1976 : Kojak, première série
  - Saison 4, épisode 6 Une sale affaire (An Unfair Trade) : l'officier de permanence
- 1979 : Murder in Music City de Leo Penn (téléfilm) : Jim Feegan
- 1980 : Côte Ouest (Knots Landing)
  - Saison 1, épisode 11 Le Courage (Courageous Convictions) d'Henry Levin : le père de Laura